# خرداد (روزنامه)
خرداد روزنامه‌ای بود به مدیرمسئولی عبدالله نوری و سردبیری علی حکمت، که از روز شنبه ۱۴ آذر ۱۳۷۷ در ایران منتشر شد و در سال ۱۳۷۸ توقیف شد.
این روزنامه در کنار روزنامه صبح امروز با انتشار بیشترین تحلیل‌ها و اخبار مربوط به ماجرای قتل‌های زنجیره‌ای ایران، آن‌را به پرونده‌ای ملی تبدیل نمودند.
عمادالدین باقی از نویسندگان این روزنامه بود.

### حمله تروریستی با بمب دست‌ساز
علی حکمت می‌گويد: «آقای نوری به مکه رفته بود. ما هم بعد از قتل فروهر روز‌ها و شب‌های پرالتهابی را در خرداد داشتیم. یک‌مرتبه صدای انفجاری مهیب آمد.»
بر‌ اساس گفته‌های شاهدان عینی و گواهی دربان ساختمان، دو نفر موتور‌سوار یک بمب دست‌ساز را آورده بودند تا آن را داخل پارکینگ ساختمان پرت کنند و اگر این بمب داخل پارکینگ می‌افتاد، ساختمان از زیر ریزش می‌کرد؛ اما وقتی این‌ها بمب را پرت می‌کنند، بمب به نرده‌های آهنی جلوی فضای سبز برخورد می‌کند و در جوی آب می‌افتد و منفجر می‌شود.
او به کارکنان دستور می‌دهد که به محل حادثه نروند و به کارشان ادامه دهند و به آن‌ها می‌گوید که بمب صوتی بود در حالی‌که بمب واقعی بوده است.